# Micropterix kardamylensis
Micropterix kardamylensis là một loài bướm đêm thuộc họ Micropterigidae. Nó được Hans Rebel miêu tả năm 1903. Nó được tìm thấy ở miền nam Peloponnese in Hy Lạp. Cũng có ghi nhận từ Bosnia và Herzegovina, Montenegro, Macedonia, Albania và Bulgaria, nhưng có thể là loài Micropterix tunbergella.
Sải cánh dài 6.25-6.75 mm đối với con đực và 6.7-9.5 mm đối với con cái.
Nó được tìm thấy trên Pistacia lentiscus.